# Rejon irafski
Rejon irafski (ros. Ирафский район, oset. Æрæфы район) – rejon w należącej do Rosji północnokaukaskiej republice Osetii Północnej.
Rejon irafski leży w zachodniej części republiki. Jego ośrodkiem administracyjnym jest wieś Czikoła.

## Powierzchnia
Rejon ma powierzchnię 1,37 tys. km², z czego grunty orne zajmują 32% (33,7 tys. ha), łąki i pastwiska – 8% (10,9 tys. ha), a lasy – 16,5% (22,7 tys. ha).

## Ludność
Rejon zamieszkuje ok. 15,4 tys. osób (2005 r.); 100% populacji stanowi ludność wiejska, gdyż na obszarze tej jednostki podziału administracyjnego nie ma miast.
Gęstość zaludnienia w rejonie wynosi 11,2 os./km².
Zdecydowaną większość populacji stanowią Osetyjczycy; istnieje także niezbyt liczna mniejszość rosyjska.

## Gospodarka
Rejon jest słabo uprzemysłowionym rejonem rolniczo-hodowlanym; znajdują się tu jedynie niewielkie zakłady związane z produkcją materiałów budowlanych, przetwórstwem artykułów spożywczych oraz przemysłem leśnym.
W rejonie uprawia się głównie pszenicę, kukurydzę, ziemniaki praz warzywa.
W 2005 r. w rejonie żyło 17 tys. sztuk bydła (w tym 6300 krów mlecznych), 6300 owiec i kóz, 3.870 świń, 360 koni, 45 tys. sztuk drobiu i 1300 rodzin pszczelich.